# Kilgore Trout
Pour les articles homonymes, voir Trout.
Kilgore Trout est un personnage créé par l'écrivain de science-fiction américain Kurt Vonnegut.
Le nom de ce personnage est une allusion transparente et délibérée au grand écrivain de science-fiction Theodore Sturgeon (trout signifie truite, alors que sturgeon se traduit par esturgeon).
Il apparaît dans plusieurs de ses romans en tant qu'écrivain de science-fiction inapprécié par le public (il n'a, d'ailleurs, qu'un seul fan, Eliot Rosewater). 
Il joue une variété de rôles : dans Abattoir 5 ou la Croisade des enfants, par exemple, il est un personnage secondaire malgré son influence sur Billy Pilgrim, le protagoniste du roman. Par contre, dans Le Breakfast du champion, Timequake ou Galapagos, il est beaucoup plus essentiel à l'intrigue.
En hommage à Theodore Sturgeon et pour poursuivre l'idée de Kurt Vonnegut, ce nom fut aussi utilisé comme pseudonyme par Philip José Farmer.
On retrouve également ce nom dans le jeu Breath of Fire 2 dans lequel un certain Kilgore demande à Bow (un des protagonistes du jeu) de voler un objet lui appartenant dans la maison de Trout.